# Superpuchar Litwy w piłce siatkowej mężczyzn
Superpuchar Litwy w piłce siatkowej mężczyzn (lit. Lietuvos tinklinio federacijos Supertaurė, LTF Supertaurė) – cykliczne rozgrywki w piłce siatkowej organizowane corocznie przez Litewski Związek Piłki Siatkowej (Lietuvos Tinklinio Federacija), w których rywalizują ze sobą mistrz i zdobywca Pucharu Litwy. 
Rozgrywki o siatkarski Superpuchar Litwy rozgrywane były w latach 2014-2016. Pierwszym zwycięzcą tych rozgrywek został klub Elga - Master Idea SM Dubysa.

## Historia

### Nazwy
- 2014 – „Orakulo“ Supertaurė

### Superpuchar 2014
Pierwszy mecz o Superpuchar Litwy odbył się 19 października 2014 roku w centrum sportowym Alytaus w Olicie. Wzięły w nim udział dwa kluby: mistrz i zdobywca Pucharu Litwy w sezonie 2013/2014 – Elga-Master Idea SM Dubysa oraz wicemistrz Litwy w tym sezonie – Antivis-Etovis Kelmė.
Spotkanie zakończyło się zwycięstwem klubu Elga-Master Idea SM Dubysa po pięciosetowym pojedynku.
Przed meczem o Superpuchar rozegrane zostały dwa mecze towarzyskie. W pierwszym zmierzyły się męskie kluby Alytaus Dzūkija oraz Marito z Kowna. Lepszy okazał się zespół Marito, wygrywając 3:0 (25:17, 25:12, 26:24). W drugim meczu towarzyskim uczestniczyły zespoły kobiece. Alytaus prekyba grała z drużyną Litewskiego Uniwersytetu Sportowego. Spotkanie zakończyło się wynikiem 3:1 (25:20, 20:25, 25:21, 25:16) na korzyść zespołu Alytaus prekyba.
Tytularnym sponsorem rozgrywek była spółka „Orakulo“.

### Superpuchar 2015
Drugi mecz o Superpuchar Litwy odbył się 7 listopada 2015 roku ponownie w centrum sportowym Alytaus w Olicie. Wzięły w nim udział dwa kluby: mistrz Litwy w sezonie 2014/2015 – Sūduva Mariampol oraz wicemistrz i zdobywca Pucharu Litwy w tym sezonie – Elga-Master Idea SM Dubysa.
Drugi raz z rzędu Superpuchar Litwy zdobył klub Elga-Master Idea SM Dubysa, który wygrał spotkanie w trzech setach.

### Superpuchar 2016
Trzeci mecz o Superpuchar Litwy odbył się 8 października 2016 roku w małej hali sportowej szkoły sportowej "Tauras" w Wilnie. Wzięły w nim udział dwa kluby: mistrz Litwy w sezonie 2015/2016 – Vilniaus Kolegija/Flamingo Volley oraz wicemistrz i zdobywca Pucharu Litwy w tym sezonie – Elga-Master Idea SM Dubysa.
Po raz pierwszy Superpuchar Litwy zdobył zespół Vilniaus Kolegija/Flamingo Volley, który wygrał spotkanie w trzech setach. Najlepiej punktującymi zawodnikami po stronie klubu z Wilna byli: Robertas Juchnevičius (13 punktów), Artūras Vincelovičius (9 punktów) oraz Lukas Každailis i Jonas Rakickas (po 7 punktów). Najwięcej punktów dla drużyny z Dubysy zdobyli: Edvinas Vaškelis (14 punktów) oraz Paulius Masiukevičius (7 punktów).

## Triumfatorzy
| Edycja | Data       | Miejsce spotkania               | 1. miejsce                                                   | 2. miejsce                                          | Wynik spotkania                         |
| ------ | ---------- | ------------------------------- | ------------------------------------------------------------ | --------------------------------------------------- | --------------------------------------- |
| 1      | 19.10.2014 | Alytaus tinklinio centre, Olita | Elga-Master Idea SM Dubysa (Mistrz i zdobywca Pucharu Litwy) | Antivis-Etovis Kelmė (Wicemistrz Litwy)             | 3:2 (25:22, 26:28, 10:25, 25:23, 15:13) |
| 2      | 7.11.2015  | Alytaus tinklinio centre, Olita | Elga-Master Idea SM Dubysa (Zdobywca Pucharu Litwy)          | Sūduva Mariampol (Mistrz Litwy)                     | 3:0 (25:14, 25:15, 25:19)               |
| 3      | 8.10.2016  | Sporto mokykla "Tauras", Wilno  | Vilniaus Kolegija/Flamingo Volley (Mistrz Litwy)             | Elga-Master Idea SM Dubysa (Zdobywca Pucharu Litwy) | 3:0 (25:23, 25:15, 25:22)               |

## Bilans klubów
| Klub                              | 1. miejsce | 2. miejsce |
| --------------------------------- | ---------- | ---------- |
| Elga-Master Idea SM Dubysa        | 2          | 1          |
| Vilniaus Kolegija/Flamingo Volley | 1          | 0          |
| Antivis-Etovis Kelmė              | 0          | 1          |
| Sūduva Mariampol                  | 0          | 1          |